# Irina Seljoetina
| jaar | rang enkelspel | rang dubbelspel |
| ---- | -------------- | --------------- |
| 1997 | 301            | 159             |
| 1998 | 179            | 79              |
| 1999 | 198            | 54              |
| 2000 | 191            | 31              |
| 2001 | 97             | 85              |
| 2002 | 188            | 66              |
| 2003 | 519            | 172             |

Irina Gennadevna Seljoetina (Russisch: Ирина Геннадьевна Селютина) (Alma-Ata, 7 november 1979) is een voormalig tennisspeelster uit Kazachstan. Seljoetina begon met tennis toen zij acht jaar oud was. Haar favoriete ondergrond is hardcourt en gravel. Zij speelt rechtshandig. Zij was actief in het proftennis van 1994 tot medio 2003.

## Loopbaan

### Junioren
Seljoetina won twee grandslamtitels in het meisjesdubbelspel; eenmaal op Roland Garros 1997 en andermaal op Wimbledon 1997, in beide gevallen samen met de Zimbabwaanse Cara Black. Zij en Black waren nummer één op de ITF-ranglijst voor juniorendubbelspel. Haar hoogste positie in het enkelspel was de 7e plaats, op 31 december 1997.

### Enkelspel
Seljoetina debuteerde in april 1995 in de regionale groep 1 van de Fed Cup. In oktober 1996 speelde zij voor het eerst op een ITF-toernooi, in Minas Gerais (Brazilië). Drie weken later bereikte zij al een finale, op het ITF-toernooi van São Paulo (Brazilië) – hier veroverde zij haar eerste titel, door de Tsjechische Zdeňka Málková te verslaan. In totaal won zij acht ITF-titels, de laatste in 2001 in Hattiesburg (VS).
In 1998 kwalificeerde Seljoetina zich voor het eerst voor een WTA-hoofdtoernooi, op het toernooi van Bol. Zij won in februari 2000 voor het eerst een WTA-partij in de hoofdtabel, op het Tier I-toernooi van Tokio (Pan Pacific) waar zij in de eerste ronde Russin Nadja Petrova versloeg. Verder dan de tweede ronde is zij nooit gekomen.
Seljoetina's hoogste notering op de WTA-ranglijst is de 85e plaats, die zij bereikte in januari 2002 na haar overwinning op het $50k ITF-toernooi van Hattiesburg. Door die positie kon zij in 2002 zonder kwalificaties meedoen met een drietal grandslamtoernooien – zij verloor evenwel alle keren haar openingspartij.

### Dubbelspel
Seljoetina behaalde in het dubbelspel betere resultaten dan in het enkelspel. Zij debuteerde in 1994 op het ITF-toernooi van Frinton (Engeland), samen met de Britse Laura Austin. Zij stond in november 1996 voor het eerst in een finale, op het ITF-toernooi van São Paulo (Brazilië) waar zij ook al de enkelspeltitel won – samen met Cara Black veroverde zij er haar eerste dubbelspeltitel, door het Slowaakse duo Ľudmila Cervanová en Zuzana Váleková te verslaan. In totaal won zij twintig ITF-titels, de laatste in 2002 in Columbus (VS).
In 1998 speelde Seljoetina voor het eerst op een WTA-hoofdtoernooi, op het toernooi van Makarska, samen met Cara Black. Zij stond in 1999 voor het eerst in een WTA-finale, op het toernooi van Warschau, samen met de Roemeense Cătălina Cristea – hier veroverde zij haar eerste titel, door het koppel Amélie Cocheteux en Janette Husárová te verslaan. In totaal won zij drie WTA-titels, de laatste in 2002 in Porto, samen met Cara Black.
Haar beste resultaat op de grandslamtoernooien is het bereiken van de derde ronde. Haar hoogste notering op de WTA-ranglijst is de 31e plaats, die zij bereikte in november 2000.

#### Gemengd dubbelspel
Seljoetina verkreeg in deze discipline haar beste resultaat meteen tijdens haar eerste deelname: op Roland Garros 1999, waar zij de derde ronde bereikte met Argentijn Daniel Orsanic aan haar zijde.

### Tennis in teamverband
In 1995 maakte Seljoetina deel uit van het Kazachse Fed Cup-team – zij behaalde daar een winst/verlies-balans van 2–4.

## Persoonlijk
Seljoetina's vader Gennady is rector van een universiteit; haar moeder Tatjana is lerares. In 1996 behaalde zij haar highschool-diploma.
Na haar laatste (dubbelspel)partij, in juni op Wimbledon 2003, trad zij op 12 juli 2003 in haar Kazachse woonplaats Alma-Ata in het huwelijk met Wayne Black, oudere broer van haar dubbelspelpartner Cara Black. Zij wonen in Zimbabwe, runnen een guest lodge in Mandara, en hebben twee kinderen (geboren in Londen, 2006 en 2008).

## Palmares
| Legenda                |
| ---------------------- |
| Grandslamtoernooi      |
| Olympische Spelen      |
| Year-End Championships |
| Tier I                 |
| Tier II                |
| Tier III               |
| Tier IV & V            |

### WTA-finaleplaatsen enkelspel
geen

### WTA-finaleplaatsen vrouwendubbelspel
| nr.              | finale     | toernooi       | ondergrond | partner            | tegenstandsters                       | score         |         |
| ---------------- | ---------- | -------------- | ---------- | ------------------ | ------------------------------------- | ------------- | ------- |
| gewonnen finales |            |                |            |                    |                                       |               |         |
| 1.               | 1999-05-09 | WTA Warschau   | gravel     | Cătălina Cristea   | Amélie Cocheteux Janette Husárová     | 6-1, 6-2      | details |
| 2.               | 2002-01-12 | WTA Canberra   | hardcourt  | Nannie de Villiers | Samantha Reeves Adriana Serra Zanetti | 6-2, 6-3      | details |
| 3.               | 2002-04-07 | WTA Porto      | gravel     | Cara Black         | Kristie Boogert Magüi Serna           | 7-6, 6-4      | details |
| verloren finales |            |                |            |                    |                                       |               |         |
| 1.               | 2000-06-18 | WTA Birmingham | gras       | Cara Black         | Rachel McQuillan Lisa McShea          | 3-6, 6-7      | details |
| 2.               | 2002-09-15 | WTA Waikoloa   | hardcourt  | Nannie de Villiers | Meilen Tu María Vento-Kabchi          | 6-1, 2-6, 3-6 | details |

## Resultaten grandslamtoernooien
| Legenda | Legenda                          |
| ------- | -------------------------------- |
| g.t.    | geen toernooi gehouden           |
| l.c.    | lagere categorie                 |
| –       | niet deelgenomen                 |
| G       | uitgeschakeld in de groepsfase   |
| 1R      | uitgeschakeld in de eerste ronde |
| 2R      | uitgeschakeld in de tweede ronde |
| 3R      | uitgeschakeld in de derde ronde  |
| 4R      | uitgeschakeld in de vierde ronde |
| KF      | uitgeschakeld in de kwartfinale  |
| HF      | uitgeschakeld in de halve finale |
| F       | de finale verloren               |
| W       | het toernooi gewonnen            |
| w-v     | winst/verlies-balans             |

### Enkelspel
| toernooi        | 2002 |
| --------------- | ---- |
| Australian Open | 1R   |
| Roland Garros   | 1R   |
| Wimbledon       | 1R   |
| US Open         | –    |

### Vrouwendubbelspel
| toernooi        | 1998 | 1999 | 2000 | 2001 | 2002 | 2003 |
| --------------- | ---- | ---- | ---- | ---- | ---- | ---- |
| Australian Open | –    | 1R   | 1R   | 2R   | 1R   | 1R   |
| Roland Garros   | –    | 1R   | 2R   | 1R   | 1R   | 1R   |
| Wimbledon       | 1R   | 2R   | 1R   | 1R   | 3R   | 1R   |
| US Open         | 1R   | 1R   | 3R   | 1R   | 1R   | –    |

### Gemengd dubbelspel
| toernooi        | 1999 | 2000 | 2001 | 2002 |
| --------------- | ---- | ---- | ---- | ---- |
| Australian Open | –    | 1R   | 1R   | –    |
| Roland Garros   | 3R   | 1R   | –    | –    |
| Wimbledon       | 1R   | 1R   | –    | 2R   |
| US Open         | 1R   | –    | –    | –    |